# Neferkauhor
Neferkauhor fue un faraón de la Dinastía VIII (ac. 2162-2161a.C.), durante el primer periodo intermedio de Egipto.
Tras el hundimiento del Viejo Orden, al final de la Dinastía VI, los nomarcas del Alto Egipto establecen la hegemonía sobre sus territorios.
Neferkaura podría pertenecer a un consejo temporal de mandatarios, constituido en un periodo de dificultades políticas o económicas.
Su nombre se encuentra en la Lista Real de Abidos, se le cita en los Decretos de Coptos, y en los fragmentos del Canon Real de Turín figuran dos años y un mes de reinado.

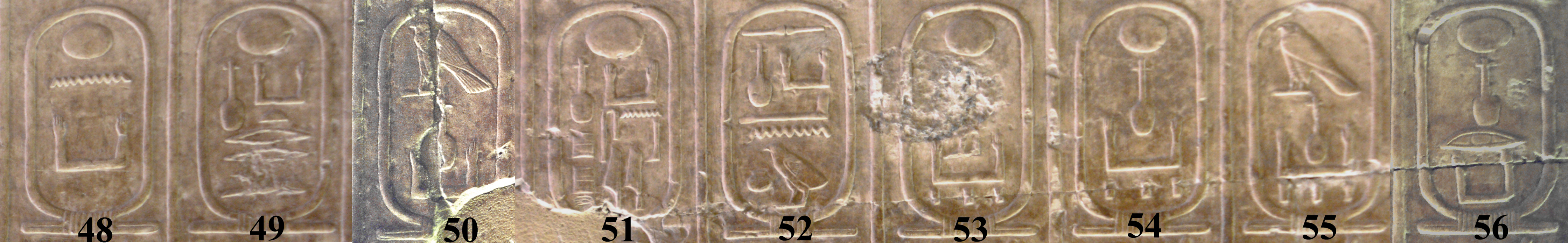
Lista Real de Abidos. Cartucho n.º 55.

## Titulatura
| Titulatura | Jeroglífico | Transliteración (transcripción) - traducción - (referencias) |

| G5 |

| G5 |

| R8 | G30 |

| R8 | G30 |

| R8 | G30 |

| R8 | G30 |

| G5 |

| G5 |

| R8 | G30 |

| R8 | G30 |

| R8 | G30 |

| R8 | G30 |

| G5 | nfr | kA · Z2ss |

| G5 | nfr | kA · Z2ss |

| G5 | nfr | kA · Z2ss |

| G5 | nfr | kA · Z2ss |

| G5 | nfr | kA · Z2ss |

| G5 | nfr | kA · Z2ss |

| G5 | nfr | kA · Z2ss |

| G5 | nfr | kA · Z2ss |

| G5 | nfr | kA · Z2ss |

| G5 | nfr | kA · Z2ss |

| G5 | nfr | kA · Z2ss |

| G5 | nfr | kA · Z2ss |

| G5 | nfr | kA · Z2ss |

| G5 | nfr | kA · Z2ss |

| G5 | nfr | kA · Z2ss |

| G5 | nfr | kA · Z2ss |

| F6 | Aa1 | w | Z1 | w |

| F6 | Aa1 | w | Z1 | w |

| F6 | Aa1 | w | Z1 | w |

| F6 | Aa1 | w | Z1 | w |

| F6 | Aa1 | w | Z1 | w |

| F6 | Aa1 | w | Z1 | w |

| F6 | Aa1 | w | Z1 | w |

| F6 | Aa1 | w | Z1 | w |

| F6 | Aa1 | w | Z1 | w |

| F6 | Aa1 | w | Z1 | w |

| F6 | Aa1 | w | Z1 | w |

| F6 | Aa1 | w | Z1 | w |

| F6 | Aa1 | w | Z1 | w |

| F6 | Aa1 | w | Z1 | w |

| F6 | Aa1 | w | Z1 | w |

| F6 | Aa1 | w | Z1 | w |